# Chlorissa faustinata
Chlorissa faustinata är en fjärilsart som beskrevs av Pierre Millière 1869. Chlorissa faustinata ingår i släktet Chlorissa och familjen mätare. Inga underarter finns listade i Catalogue of Life.